# Csavargódal
A Csavargódal a Bojtorján együttes első nagylemeze, amely 1981-ben jelent meg. Az album legnagyobb slágere a címadó dalon kívül a Vigyázz magadra, fiam! volt. Ez utóbbi dal mára szinte teljesen összenőtt az együttes nevével.

## Dalok
1. Ahol a lusta folyó
2. Vigyázz magadra, fiam!
3. Tizenhat éves
4. Budapesttől Miskolcig
5. Mint suttogás a szélben
6. Csavargódal
7. Énekelsz egy régi nótát
8. Úgy szeretném
9. Mondj el mindent
10. Az utcán
11. Ha egy napon hazamegyek
12. Búcsúzó

### Bónusz dalok a CD-kiadáson
1. Szerelmem volt a nagy színésznő
2. Éjszakai Rádió
3. Honvágy

## Közreműködött
- Bojtorján együttes
  - Pomázi Zoltán – gitárok, autoharp, ének
  - Kemény Győző – hegedű, dobro, ének
  - Vörös Andor – pedál steel, bendzsó, ének
  - Buchwart László – gitárok, ének
- Heilig Gábor – basszusgitár, ének
- Eszményi Viktória – ének
- Szörényi Levente – gitár, ének
- Tolcsvay László – szintetizátor
- Barna Zoltán – dob, ének
- Végvári Sándor – bendzsó
- Bocskai István – szájharmonika
- Szörényi Levente – zenei rendező
- Bohus János, Zakariás István – hangmérnök
- Friedmann Endre – fotó
- Varga Tibor Balázs – grafika